# جون كريستن يوهانسن
جون كريستن يوهانسن (بالإنجليزية: John Christen Johansen)‏ هو رسام أمريكي، ولد في 25 نوفمبر 1876 في كوبنهاغن في الدنمارك، وتوفي في 23 يونيو 1964 في نيويورك في الولايات المتحدة.

## روابط خارجية
- جون كريستن يوهانسن على موقع أوليمبيديا (الإنجليزية)